# Kazincbarcika díszpolgárainak listája
Kazincbarcika díszpolgárai:
| Évszám | Név                  |
| ------ | -------------------- |
| 1974   | Sütő László          |
| 1974   | Tábori Béla          |
| 1974   | Vértes Nándorné      |
| 1979   | Labancz József       |
| 1979   | Sztancsik Károly     |
| 2004   | Kovács F. László     |
| 2004   | Takács István        |
| 2005   | Ollári István        |
| 2006   | Szili Katalin        |
| 2008   | Dr. Hunyadi Józsefné |
| 2009   | Mezey István         |
| 2009   | Dr. Vékony Ernő      |
| 2010   | Gyárfás Ildikó       |
| 2011   | Dr. Erdei Sándor     |
| 2012   | Dr. Varga Gyula      |
| 2014   | Lövey Zoltán         |
| 2018   | dr. Illés Pál        |
| 2019   | Havasi József        |
| 2020   | Dr. Király Bálint    |
| 2024   | Pogány Lajos         |

## 1974 és 1979 között
1973. június 28.: Kazincbarcika Város Díszpolgára cím alapításáról és adományozásának feltételeiről hozott rendeletet a kazincbarcikai városi tanács.
A díszpolgári cím kitüntetésben az alábbi személyek részesültek:
- 1974: Sütő László - a Borsodi Vegyi Kombinát személyzeti és szociális igazgatója.
- 1974:	Tábori Béla - a Borsodi Vegyi Kombinát ács szakmunkása, aki a BVK, a szénosztályozó, a város „A” és „M” jelű épületeinek építésénél vállalt oroszlánrészt, volt MHSZ-titkár, népi ülnök, tanácstag, lépcsőházbizalmi, zenekari tag, munkásőr; a Mini-vadon, a berentei orvosi rendelő, a városi kórház, óvodák, iskolák számára szervezett társadalmi munkák vezéregyénisége.
- 1974: Vértes Nándorné - háztartásbeli.
- 1979: Labancz József - nyugalmazott bányász.
- 1979: Sztancsik Károly - a Borsodi Vegyi Kombinát szociális igazgatója.

## 2004-től
A rendszerváltás után Kazincbarcika Város Önkormányzata 2001. III. 23-án megjelent rendelete újra lehetővé tette a díszpolgári cím adományozását.
A díszpolgári cím kitüntetésben az alábbi személyek részesültek:
- 2004: Kovács F. László - okleveles vegyészmérnök, mérnök – közgazdász, aki 1971-től a Borsodi Vegyi Kombinát, 1991-től a jogutód BorsodChem Részvénytársaság alkalmazottja. 1991. szeptember 1-jétől 2006-ig a BorsodChem Rt. sikeres vezérigazgatója volt.
- 2004: Takács István - aki 1968. szeptember 1. és 1989. április 1. között tanácselnöki tisztséget töltötte be. Munkássága idején sokat fejlődött szeretett városa. A Kazincbarcikáért való tenni akarás jegyében hívta életre 1989-ben a Barcikai Históriást. A 2000-ig, tíz éven át megjelenő kiadvány hasznos útikalauza volt a város története, történelme iránt érdeklődőknek, amely nagy szolgálatot tett Kazincbarcika, a táj, a szülőföld megismerésében, megszerettetésében.
- 2005: Ollári István - okleveles vegyészmérnök, aki 1963. márciusától 1980. márciusáig - négy cikluson keresztül - Kazincbarcika város országgyűlési képviselője volt. 1990-től Kazincbarcika Város Önkormányzatának képviselője, az első ciklusban listán került a képviselő testületbe ezt követően a 10. sz. választókerület egyéni képviselője. A képviselő testület gazdasági bizottságát már három cikluson keresztül vezette.
- 2006: Szili Katalin - aki ismeri Kazincbarcika város és környékének eredményeit és problémáit. 1998-ban a Városi Uszodát, 2002-ben a Városi Fűtőművet ő avatta fel. A város 50. évfordulójára rendezett ünnepség díszvendége és szónoka volt.
- 2008: Dr. Hunyadi Józsefné - magyar-francia szakos középiskolai tanár, aki 1963-ban került a Ságvári Endre Gimnázium állományába. 1973-ban nyugdíjazták, de ezután még 17 évig tanított az Irinyi János Szakközépiskolában és az egykori 105. Számú Szakmunkásképző és Szakközépiskolában. 2001-ben 85. születésnapján rendkívüli irodalomórát tartott Csokonai költészetéből a mai gimnazistáknak. Kazincbarcika Millenniumi zászlajának zászlóanyja.
- 2009: Mezey István festő- és grafikusművész. 1970-ben Kazincbarcikára költözött, ahol az Egressy Béni Művelődési Központ és Könyvtár grafikusa lett. 1967 óta szerepel alkotásaival képzőművészeti kiállításokon. 1975-től a Művészeti Alap, majd a képző- és Iparművészek Szövetségének, későbbiekben a Magyar Alkotóművészek Országos Egyesületének a tagja. 1990-től a Magyar Képző- és Iparművészek Észak-magyarországi Területi Szervezetének Borsod-Abaúj-Zemplén Megyei titkára. Sokoldalú művész. Elsősorban rajzaival, újságrajzaival, illusztrációival, sokszorosított grafikáival vívott ki elismerést magának, de tipográfiai munkáival, köztéri plasztikák, díszletek tervezésével is foglalkozik. A grafika mellett az utóbbi évtizedben festményekkel is szerepelt kiállításokon. Mezey István a város elismert polgára, aki az ünnepségek dekorációit készítette, kiadványokat, meghívókat, okleveleket, címereket tervezett, tankönyveket illusztrált. A Kazincbarcikán zajló képzőművészeti kiállítások szervezője, rendezője, kivitelezője.
- 2009: Dr. Vékony Ernő nyugalmazott vezérigazgató. 1970-ben került Kazincbarcikára, ahol a város pártbizottságának első titkára lett. E tisztségét 14 évig látta el. Részese volt a város extenzív fejlesztésének. Hat évig (1984-1990) az Észak-magyarországi Regionális Vízművek vezérigazgatójaként dolgozott.
- 2010: Gyárfás Ildikó Abaújszántón született, és Kazincbarcikán járt általános iskolába. Az Irinyi János Vegyipari Technikumban érettségizett. Debrecenben a Kossuth Lajos Tudományegyetemen kémia-fizika szakos tanári diplomát, majd a Miskolci Nehézipari Műszaki Egyetem kohómérnöki karán környezetvédelmi szakmérnöki diplomát szerzett. Kilenc éven át dolgozott pedagógusként az Irinyi János Vegyipari Szakközépiskolában. 1985-től a Kazincbarcikai Városi Tanács elnökhelyettese, ezt követően 1989 májusától 1990 októberéig elnöke, 1990 és 1994 között tagja a Kazincbarcikai Képviselő-testületnek. Hét évig a Borsod-Abaúj-Zemplén Megyei Közgyűlés elnöke volt. Három (1994-2006) cikluson keresztül a kazincbarcikai 7. választókerületben országgyűlési képviselő.[1]
- 2011: Dr. Erdei Sándor háziorvos, aki 1980-tól 2000-ig a Magyar Vöröskereszt Országos Vezetőségének tagja. 1979 és 1990 között a Kazincbarcikai Telefondoktor Szolgálat vezetője, majd 1996-tól 1998-ig a helyi rádió egészségügyi rovatának szerkesztője. Ez utóbbi tevékenysége elnyerte a Soros Alapítvány támogatását. 1996-tól mint kollegiális orvos-vezető hangolja össze kollégái munkáját. A hajléktalan ellátás szervezésével segíti a városi Szociális Szolgáltató Központ munkáját, aktívan támogatja a város otthonápolási szolgálatát és a hospice ellátást.
- 2012: Dr. Varga Gyula gyermekgyógyász. A diploma megszerzése után a kazincbarcikai gyermekosztályon kapott munkát. Itt technikai újításokat vezetett be, az első kétszáz sikeres újraélesztésről dokumentációt készített. A kórház első laringoszkópját ő gyártatta le és ő alkalmazott először a régióban az újszülötteknél túlnyomásos lélegeztetést. Mellékállásban évtizedekig volt a vérellátó-állomás vezetője, kirendelés alapján pedig a Nagybarcai Egészségügyi és Csecsemőotthon orvosvezetője. A hetvenes évektől tagja volt annak a munkacsoportnak, amely feldolgozta a közel tizenötezer lactobacillussal történt oltás eredményét. 1992-ben céget hozott létre a vakcina gyártására.[2]
- 2014: Lövey Zoltán, a Barcika Príma Kft. ügyvezető igazgatója.[3]
- 2018: dr. Illés Pál, Kazincbarcika város nyugalmazott jegyzője.[4]
- 2019: Havasi József szalézi atya, SDB tartományfőnök[5]
- 2020: Dr. Király Bálint, kémia-fizika szakos középiskolai tanár, magyar politikus. 1974-től 1995-ig az Irinyi János Vegyipari Szakközépiskola igazgatója. Kazincbarcika polgármestere 1994 és 2006 között.[6]
- 2024: Pogány Lajos, magyar-történelem szakos középiskolai tanár, 1974 és 1988 között a Ságvári Endre Gimnázium igazgatója.[7]